# Hipotálamo
O hipotálamo (do grego antigo ὑποθαλαμος, sob o tálamo) é uma região do encéfalo dos mamíferos (tamanho aproximado ao de uma amêndoa) localizado sob o tálamo, formando uma importante área na região central do diencéfalo, tendo como função regular determinados processos metabólicos e outras atividades autônomas.
O hipotálamo conecta  o sistema nervoso ao sistema endócrino sintetizando a secreção de neuro hormônios (também chamado de "liberador de hormônios") sendo necessário no controle da secreção de hormônios da glândula pituitária — entre eles, liberação da gonadotropina (GnRH). Os neurônios que secretam GnRH são ligados ao sistema límbico, que está envolvido principalmente no controle das emoções e atividade sexual. O hipotálamo também controla a temperatura corporal, a fome, sede, e os ciclos circadianos.
Apesar de relativamente pequeno, é uma região encefálica importante na homeostase corporal, isto é, no ajustamento do organismo às variações externas. Por exemplo, é o hipotálamo que controla a temperatura corporal, o apetite e o balanço de água no corpo, além de ser o principal centro da expressão emocional e do comportamento sexual. O hipotálamo faz também a integração entre os sistemas nervoso e endócrino, atuando na ativação de diversas glândulas produtoras de hormônios.
A hipófise e o hipotálamo são estruturas intimamente relacionadas morfológica e funcionalmente que controlam todo o funcionamento do organismo direta ou indiretamente atuando sobre diversas glândulas como a tireoide, adrenais e gônadas. Quase toda a secreção hipofisária é controlada pelo hipotálamo, que recebe informações oriundas da periferia (que vão desde a dor até pensamentos depressivos) e dependendo das necessidades momentâneas inibirá ou estimulará a secreção dos hormônios hipofisários, por meio de sinais hormonais ou neurais. O hipotálamo também produz dois hormônios, a ocitocina e o hormônio antidiurético (ADH) que são transportados para a neuro hipófise onde são armazenados.

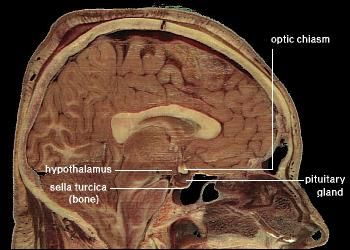

## Funções e Características do Hipotálamo
- Controle do SNA: hipotálamo anterior controla o sistema parassimpático e o hipotálamo posterior o sistema simpático;
- Controle endócrino;
- Neurosecreção;
- Regulação da temperatura corporal: hipotálamo anterior é sensível ao aumento da temperatura (vai desencadear processos para reverter a elevação da temperatura) e o hipotálamo posterior é sensível às descidas de temperatura, sendo este último ainda responsável pela integração de toda a informação relativa à temperatura corporal;
- Regulação da fome e sede: Estimulação do hipotálamo lateral leva a um apetite voraz. Estimulação do núcleo ventromedial induz sensações de saciedade. Lesões da área ventromedial no homem por tumores supra-selares provocam obesidade, mas associada, frequentemente, com hipogonadismo (por interferência nos mecanismos hipotálamo-hipófise – Síndrome adiposo-genital de Frohlich);
- Regulação do comportamento emocional;
- Regulação do ritmo circadiano: um centro do sono na região anterior e um de vigília na posterior. O “marca passo” circadiano está no núcleo supra-quiasmático.libera o hormônio gonadotropina a sua ação é responsável pela homeostase corporal.

## Desenvolvimento Embrionário
O Prosencéfalo desenvolve-se da vesícula prosencefálica que precocemente se encerra anteriormente mediante a lamina terminalis (resulta da obliteração da extremidade anterior do tubo neural e do neuroporo anterior). Na 5ª semana de gestação a vesícula prosencefálica sofre então um estrangulamento, onde se desenvolve um divertículo lateral designado por vesícula óptica. Esta dará origem aos nervos ópticos e à retina. A porção mais anterior à vesícula será o telencéfalo, que cresce para além do limite inicial do tubo neural (lamina terminalis) e a porção mais posterior o diencéfalo.
Nesta altura as placas do tecto e assoalho começam a estreitar, enquanto que as paredes laterais e alares crescem. Nas placas alares, mais propriamente na parede da cavidade central (futuro III ventrículo) surgem 3 dilatações que darão origem ao epitálamo, tálamo e hipotálamo. O hipotálamo surge então de um grande número de núcleos que se desenvolve na porção mais inferior da placa alar. Um deles torna-se evidente na superfície inferior do hipotálamo e forma uma dilatação arredondada – o corpo mamilar. Do assoalho do diencéfalo (que deriva na totalidade das placas alares) vai surgir também o infundibulum, que vai ligar o hipotálamo à hipófise.

## Localização e Relações
O hipotálamo faz parte integrante do diencéfalo, entre o quiasma óptico e os corpos mamilares, e dispõem-se nas paredes do terceiro ventrículo, inferiormente ao sulco hipotalâmico que o separa do tálamo. É limitado por:
- Lamina terminalis, anteriormente;
- Mesencéfalo, posteriormente (com o qual se continua);
- Terceiro ventrículo, internamente;
- Subtálamo e cápsula interna, externamente.

Na porção mais anterior do terceiro ventrículo (próximo à lamina terminalis), existe uma área que embriologicamente deriva da porção central da vesícula telencefálica, a área pré-óptica (várias conexões com o hipotálamo, sendo por isso descrita com o mesmo).
O hipotálamo apresenta na face inferior do cérebro de anterior para posterior:
- quiasma óptico;
- tuber cinerium e infundibulum;
- corpos mamilares.

O infundibulum, que se destaca do tuber cinerium,  é uma formação nervosa que se continua com o lobo posterior da hipófise.

## Núcleos Hipotalâmicos
Os núcleos hipotalâmicos incluem os seguintes:
| Região                 | Área       | Núcleo                                         | Função |
| Anterior (supraóptico) | Pré-óptica | Núcleo pré-óptico                              | - Termorregulação |
| Anterior (supraóptico) | Pré-óptica | Núcleo pré-óptico ventrolateral                | - Sono |
| Anterior (supraóptico) | Medial     | Núcleo pré-óptico medial                       | - Regula a liberação de hormônios gonadotrópicos da adenohipófise - Contém o núcleo sexualmente dimórfico, que libera GnRH, sendo que o desenvolvimento diferencial entre os sexos baseia-se nos níveis de testosterona in utero - Termorregulação |
| Anterior (supraóptico) | Medial     | Núcleo supraóptico                             | - Liberação de Vasopressina - Liberação de Ocitocina |
| Anterior (supraóptico) | Medial     | Núcleo paraventricular                         | - Liberação de hormônio liberador de tireotropina - Liberação de hormônio liberador de corticotropina - Liberação de Ocitocina - Liberação de Vasopressina - Somatostatina redondo - Excitação (vigília e atenção) - Apetite                       |
| Anterior (supraóptico) | Medial     | Núcleo hipotalâmico anterior                   | - Termorregulação - Ofegação - Sudorese - Inibição de Tireotropina |
| Anterior (supraóptico) | Medial     | Núcleo supraquiasmático                        | - Ritmos circadianos |
| Anterior (supraóptico) | Lateral    | Núcleo lateral                                 | Consulte Hipotálamo lateral § Função – fonte primária de neurônios de Orexina que se projetam por todo o cérebro e medula espinhal |
| Médio (tuberal)        | Medial     | Núcleo dorsomedial do hipotálamo               | - Pressão arterial - Frequência cardíaca - Estímulo do trato gastrointestinal |
| Médio (tuberal)        | Medial     | Núcleo ventromedial                            | - Saciedade - Controle neuroendócrino |
| Médio (tuberal)        | Medial     | Núcleo arqueado                                | - Hormônio liberador do hormônio do crescimento (HLGC) - Alimentação - Inibição da Prolactina mediada pela Dopamina |
| Médio (tuberal)        | Lateral    | Núcleo lateral                                 | Consulte Hipotálamo lateral § Função – fonte primária de neurônios de Orexina que se projetam por todo o cérebro e medula espinhal |
| Médio (tuberal)        | Lateral    | Núcleos tuberais laterais                      | |
| Posterior (mamilares)  | Medial     | Núcleos mamilares (parte dos corpos mamilares) | - Memória |
| Posterior (mamilares)  | Medial     | Núcleo posterior                               | - Aumenta a Pressão arterial - Dilatação da Pupila - Tremores - Liberação de Vasopressina |
| Posterior (mamilares)  | Lateral    | Núcleo lateral                                 | Consulte Hipotálamo lateral § Função – fonte primária de neurônios de Orexina que se projetam por todo o cérebro e medula espinhal |
| Posterior (mamilares)  | Lateral    | Núcleo tuberomamilar                           | - Excitação (vigília e atenção) - Alimentação e Balanço energético - Aprendizagem - Memória - Sono |

O hipotálamo é constituído fundamentalmente por substância cinzenta que se agrupa em núcleos, às vezes de difícil individualização. Existem estruturas que o atravessam, como é o caso do fórnix, que percorre de cima para baixo cada metade do hipotálamo, terminando no respectivo corpo mamilar. O fornix divide assim o hipotálamo numa zona medial (pobre em mielina) e uma zona lateral (rica em mielina).
A zona medial está situada entre o fórnix e as paredes do III ventrículo, é rica em substância cinzenta e nela encontramos os principais núcleos do hipotálamo. Na zona lateral (lateralmente ao fornix e ao feixe mamilotalâmico) há uma predominância de fibras mielínicas com direcção longitudinal. É esta área que vai dar passagem ao feixe prosencefálico medial (Feixe medial do telencéfalo), um complexo de fibras que estabelece conexões reciprocas com a área septal (sistema límbico) e com a formação reticular do mesencéfalo. Juntamente com este feixe encontra-se ainda a área hipotalâmica lateral, que é responsável pela ingestão de alimentos.
A zona medial pode ainda ser divida em 3 grupos por dois planos frontais: hipotálamo anterior/supra-óptico, médio/tuberal e posterior/mamilar.
- hipotálamo anterior: consiste na zona do quiasma óptico e região superiormente a este, que está ladeada pelas paredes do III ventrículo e que se estende até ao sulco hipotalâmico;
- hipotálamo médio: compreende o tuber cinerium, ao qual se liga o infundibulum, e a toda a área situada superiormente a este, ladeada novamente pelas paredes do III ventrículo e que se estendem até ao sulco hipotalâmico;
- hipotálamo posterior: compreende os corpos mamilares e os seus núcleos conjuntamente com a área do III ventrículo que lhes é superior, até ao sulco hipotalâmico.

### Hipotálamo Anterior
- Área pré-óptica: recebe muitas fibras que transportam neuromediadores, como a angiotensina II, péptidos indutores do sono, encefalina, endorfina etc. É constituída pelos núcleos pré-ópticos medial e lateral e ainda pelo núcleo periventricular.
  - O núcleo pré-óptico medial contém neurónios que produzem GnRH que chega à adenohipofise pelo trato tuberoinfundibular. Está relacionado com a reprodução, ingestão de alimentos, locomoção e excitação sexual. É conhecido como o núcleo sexualmente dimórfico.
  - O núcleo pré-optico lateral tem função pouco conhecida.
- Núcleo supra-óptico: está dorsal e superiormente ao quiasma óptico. Responsável pela produção/secreção da hormona ADH. As hormonas produzidas por este núcleo e pelo anterior vão chegar aos vasos da neurohipófise através do trato hipotálamo-hipofisário;
- Núcleo para-ventricular: rodeia o fórnix quando este entra na parede ventricular (situado dorsalmente ao supra-óptico e lateralmente ao III ventrículo). Tem a seu encargo a produção de Ocitocina, envolvida na contração de células musculares lisas das mamas durante a lactação e do útero durante o o trabalho de parto de gestantes;
- Núcleo supra-quiasmático: está disposto acima do quiasma, e, apesar de não ser muito desenvolvido em humanos, está associado à regulação do ritmo circadiano (sono-vigília; temperatura). Recebe aferências da retina (retino-hipotalâmicas) e projeta-as para os núcleos paraventricular, tuberal e ventro-medial;
- Núcleo anterior: funde-se com a área pré-óptica. Participa da termorregulação causando resfriamento corporal em resposta à hipertermia.

### Hipotálamo Médio
É a região mais ampla e onde a divisão medial e lateral é mais visível.
- Núcleo ventromedial: é um conjunto de pequenos neurónios mal delineados, relacionado com a saciedade. Lesões bilaterais nesta área estão associadas a um apetite voraz e a obesidade;
- Núcleo dorso-medial é também um conjunto de neurónios pouco definido, dorsais ao núcleo ventro-medial;
- Núcleo arcuato ou infundibular está situado ventralmente ao III ventrículo e perto do recesso infundibular. É dopaminérgico e controla a secreção de prolactina e hormona do crescimento. Tem um papel no comportamento emocional e na função endócrina. Este núcleo é o maior alvo, no hipotálamo, da acção da leptina (diminuir o consumo de comida - neurónios anorexigénicos).

### Hipotálamo Posterior
- Núcleos Mamilares: os corpos mamilares são duas massas esféricas salientes da face ventral, caudalmente ao tuber cinerium e rostral à fossa interpeduncular. São formados por dois núcleos (medial e lateral). Constituem o principal destino dos pilares anteriores do fórnix e a origem para a via Vicq D’Azyr ou mamilo-talâmica;
- Núcleo Posterior: é a maior fonte de fibras hipotalâmicas para o tronco encefálico;
- Núcleos Satélites.

## Conexões
São sobretudo as suas conexões com outras estruturas anatómicas que tornam o hipotálamo região do encéfalo  tão importante. No entanto, estas conexões além de serem amplas são complexas.

### Sistema Límbico
Apresenta conexões com estruturas do Sistema Límbico, como o hipocampo, a área septal e corpo amigdaloide:
- Hipocampo: é complexa e assume a forma de um “circuito” - o circuito de Papez;
- Área Septal: liga-se ao hipotálamo pelo feixe prosencefálico medial;
- Amígdala: As aferências do hipotálamo provenientes da amígdala seguem duas vias. Uma é a via da estria terminalis (ou estria medularis), que liga a amígdala aos núcleos pré-óptico, anterior, ventro-medial e arcuados. A outra via, que é filogeneticamente mais recente, estabelece a ligação entre a amígdala e a área hipotalâmica lateral e a área posterior do tálamo - via amigdalofugal ventral.

### Tálamo
Através de fibras tálamo-hipotalâmicas que provêm dos núcleos dorsomedial e do grupo mediano para o hipotálamo tuberal e posterior. As fibras do núcleo anterior atingem os corpos mamilares pela via de Vicq d’Azyr. Por fim, fibras hipotálamo-talâmicas que conectam a área pré-óptica com o núcleo dorsomedial.

### Área Pré-Frontal
As fibras prefrontal-hipotalâmicas originam-se na área pré-frontal, principalmente das regiões orbital e medial e terminam no hipotálamo posterior, com algumas fibras a terminarem no núcleo tuberal e anterior. A projecção reciproca parte do hipotálamo posterior e, ao contrário da primeira em que a projecção se origina seletivamente do córtex límbico pré-frontal, esta dispersa-se por todo o córtex pré-frontal. Estas conexões permitem ao hipotálamo estar envolvido em processos de escolha de opções/estratégias, atenção e controlo do comportamento emocional.

### Hipófise
- Via Hipotálamo-hipofisária (Roussy Mosinger): É a via neural que liga o hipotálamo à hipófise posterior. Surge dos núcleos supra-óptico e paraventricular, que produzem, respetivamente, ADH e oxitocina. Estas hormonas são transportadas por neurofisinas até ao local onde são depois liberadas para a corrente sanguínea;
- Via Túbero-infundibular: É a via que engloba o sistema porta (compreendido por dois sistemas vasculares). Esta via é constituída por fibras neurosecretoras (de origem parvicelular) do núcleo arqueado e do hipotálamo tuberal. Este liberta hormonas que controlam a secreção da adenohipofise. As fibras deste trato terminam em contacto com capilares na eminência mediana e na haste infundibular.

### Outras Conexões
- Retino-talâmicas: As fibras das células ganglionares da retina projectam-se bilateralmente no núcleo supra-quiasmático através do nervo e quiasma ópticos. Transporta informação sobre a periocidade da luz. É uma das conexões ditas sensoriais – o hipotálamo recebe ainda informação das áreas erotogénicas e do córtex olfativo (via feixe prosencefálico medial);
- Trato mamilo-tegmentar de Gudden: fibras dos corpos mamilares terminam nos núcleos dorsal e ventral do tegmento, e também em núcleos autónomos cranianos [n. dorsal motor do pneumogástrico, núcleo solitarius, núcleo ambiguus] e espinhais [coluna celular intermediolateral];
- Hipotálamo-cerebelosas e Cerebelo-hipotalâmicas;
- Fibras autónomas descendentes: talvez as mais importantes; axónios dos núcleos paraventricular, posterior e área lateral projectam-se em núcleos autónomos cranianos [n. dorsal motor do pneumogástrico, núcleo solitarius, núcleo ambiguus] e espinhais [coluna celular intermediolateral e coluna sagrada]. Através destas fibras, o hipotálamo exerce controlo sobre processos autónomos centrais relacionados com pressão arterial, frequência cardíaca, regulação da temperatura corporal e digestão. Muitas destas fibras são componentes do feixe longitudinal posterior de Schutz.
- Feixe longitudinal posterior de Schutz: liga a zona medial do hipotálamo à substância cinzenta periaquedutal, aos núcleos acessórios do motor ocular comum e aos núcleos salivatórios;
- Fibras monoaminérgicas: provenientes dos núcleos da rafe e locus ceruleus;
- Viscerais: podem ser aferentes e eferentes. As aferências entram no SNC pelos VII, IX e X pares cranianos. As eferências diretas terminam nos núcleos da coluna eferente visceral geral do tronco encefálico ou então na coluna lateral da medula (fibras hipotálamo-espinhais). As eferências indiretas terminam nas mesmas colunas, mas antes sinapsam na formação reticular.*